# حارة القلوعة (البريقة)
حارة القلوعة هي إحدى حارات حي الشهداء الواقع بمديرية البريقة التابعة لمحافظة عدن، بلغ تعداد سكانها 1114 نسمة حسب تعداد اليمن لعام 2004.